# 维勒布瓦莱潘
维勒布瓦莱潘（法語：Villebois-les-Pins，法語發音：[vilbwa le pɛ̃]）是法国德龙省的一个市镇，位于该省东南部，属于尼永斯区。

## 地理
维勒布瓦莱潘（44°19'1"N, 5°36'36"E）面积10.81 平方千米，位于法国奥弗涅-罗讷-阿尔卑斯大区德龙省，该省份为法国东南部内陆省份，北起顺时针与伊泽尔省、上阿尔卑斯省、上普罗旺斯阿尔卑斯省、沃克吕兹省和阿尔代什省接壤。
与维勒布瓦莱潘接壤的市镇（或旧市镇、城区）包括：埃图瓦勒圣西里斯、蒙热、索尔比耶、绍瓦克-洛-蒙托、拉博雷勒。

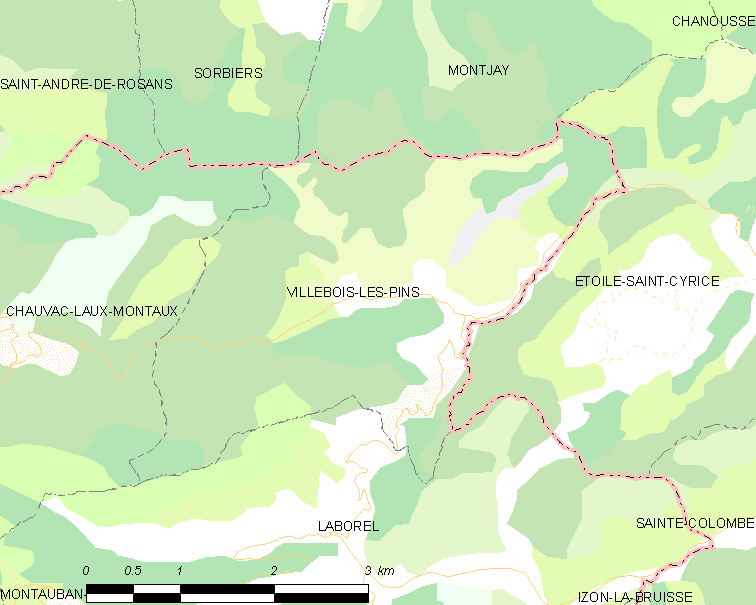
维勒布瓦莱潘的OSM定位图

维勒布瓦莱潘的时区为UTC+01:00、UTC+02:00（夏令时）。

## 行政
维勒布瓦莱潘的邮政编码为05700，INSEE市镇编码为26374。

## 政治
维勒布瓦莱潘所属的省级选区为尼永斯-巴罗尼县。

## 人口

1962-2008年间维勒布瓦莱潘人口变化图示

维勒布瓦莱潘于2022年1月1日时的人口数量为19人。